# Jean-François de Bertet de La Clue-Sabran
Jean-François de Bertet de Sabran, Comte de La Clue, genannt La Clue-Sabran (* 30. September 1696 in Moustiers-Sainte-Marie, Frankreich; † 4. Oktober 1764 in Passy-lès-Seine, Frankreich) war ein französischer Marineoffizier und Aristokrat des 18. Jahrhunderts. Er befehligte die französische Flotte im Mittelmeer während des Siebenjährigen Krieges und beendete seine Karriere mit dem Rang eines Lieutenant-général (Vizeadmiral).

## Biografie

### Herkunft und Jugend
La Clue-Sabran wurde am 30. September 1696 in Moustiers-Sainte-Marie als dritter von sechs Söhnen von Jean-François de Bertet und Madeleine de Sabran geboren und am folgenden Tag getauft. Sein Vater war königlicher Richter und stammte aus einer bürgerlichen Familie in Moustiers, deren Ursprung bis in die Mitte des 16. Jahrhunderts zurückreicht. Seine Mutter stammte aus dem Haus de Sabran, einer der ältesten und berühmtesten Adelsfamilien der Provence, deren Ursprung bis ins 10. Jahrhundert zurückreicht und die das heilig gesprochene Ehepaar Elzéar und Delphina von Sabran hervorgebracht hat.
In der Folge war La Clue-Sabran Page des Grafen von Toulouse, der auch den Titel Admiral von Frankreich trug.

### Karriere in der königlichen Marine
Ohne ein sog. „enfant du corps“ gewesen zu sein, trat er am 12. März 1715 im Alter von 18 Jahren als Garde de la Marine in Toulon in die französische Marine ein. Am 12. November 1716 wurde er zum Garde du Pavillon Amiral ernannt.
Am 3. November 1717 ging er zum ersten Mal an Bord der Le Henry, auf der er bis zum 20. März 1718 Dienst tat. Das Schiff stand unter dem Kommando von Abraham Duquesne-Monnier und nahm an dem Feldzug gegen die Barbaresken-Korsaren von Algier teil. Vom 1. Februar 1720 bis zum 15. November 1720 war er an Bord des Schiffes Toulouse unter dem Befehl des Chef d’escadre (Konteradmiral) Charles de Vallette-Laudun eingesetzt. Nachdem er Anfang der 1720er Jahre mehrmals Urlaub genommen hatte, um den Pestepidemien in Toulon zu entgehen, wurde er am 17. März 1727 zum Enseigne de vaisseau befördert.
Am 21. Juli 1730 schiffte er sich auf der Le Triton ein, um auf königlichen Befehl vom 10. Juli 1730 nach Brest zu fahren, um vor der Küste von Tunis und Algier zu kreuzen. Nach seiner Rückkehr nach Toulon im Jahr 1732 blieb La Clue-Sabran für die Dauer eines Feldzugs dort. Am 1. Juni 1732 ging er an Bord der Le Tigre, die zusammen mit den drei anderen Schiffen L’Espérance, Leopard und L’Heureux ein kleines Geschwader unter dem Kommando von Claude Aubery de Vastan bildete, das im Mittelmeer kreuzte.
Am 15. März 1734 wurde La Clue-Sabran zum Lieutenant de vaisseau ernannt und zu einem der Unterbefehlshaber des Herzogs von Penthièvre, nachdem dessen Vater, der Graf von Toulouse, 1737 verstorben war. Am 13. Mai 1738 wurde er mit dem Ordre royal et militaire de Saint-Louis ausgezeichnet.
1741 kam La Clue-Sabran an Bord der Neptun und wurde am 1. Januar 1742 zum Capitaine de vaisseau befördert. Vom 29. April 1742 bis zum 31. März 1743 befehligte er die L’Aquilon und am 22. Februar 1744 die Fregatte L’Atalante mit 30 Kanonen bei der Seeschlacht bei Toulon. Sie gehörte damals zum Geschwader von Claude-Élisée de Court de La Bruyère, seit 1728 Lieutenant-général und 1750 Vice-amiral der Flotte du Ponant, die er auf der Terrible befehligte.
Am 7. April 1751 befehligte er Le Triton auf einer Mission nach Neufrankreich. La Clue-Sabran wurde angewiesen, nach Louisbourg zu reisen, sich dort mit dem Marquis de l’Estenduère zu treffen und anschließend den Kabeljaufang vor Neufundland zu überwachen.

### Im Siebenjährigen Krieg

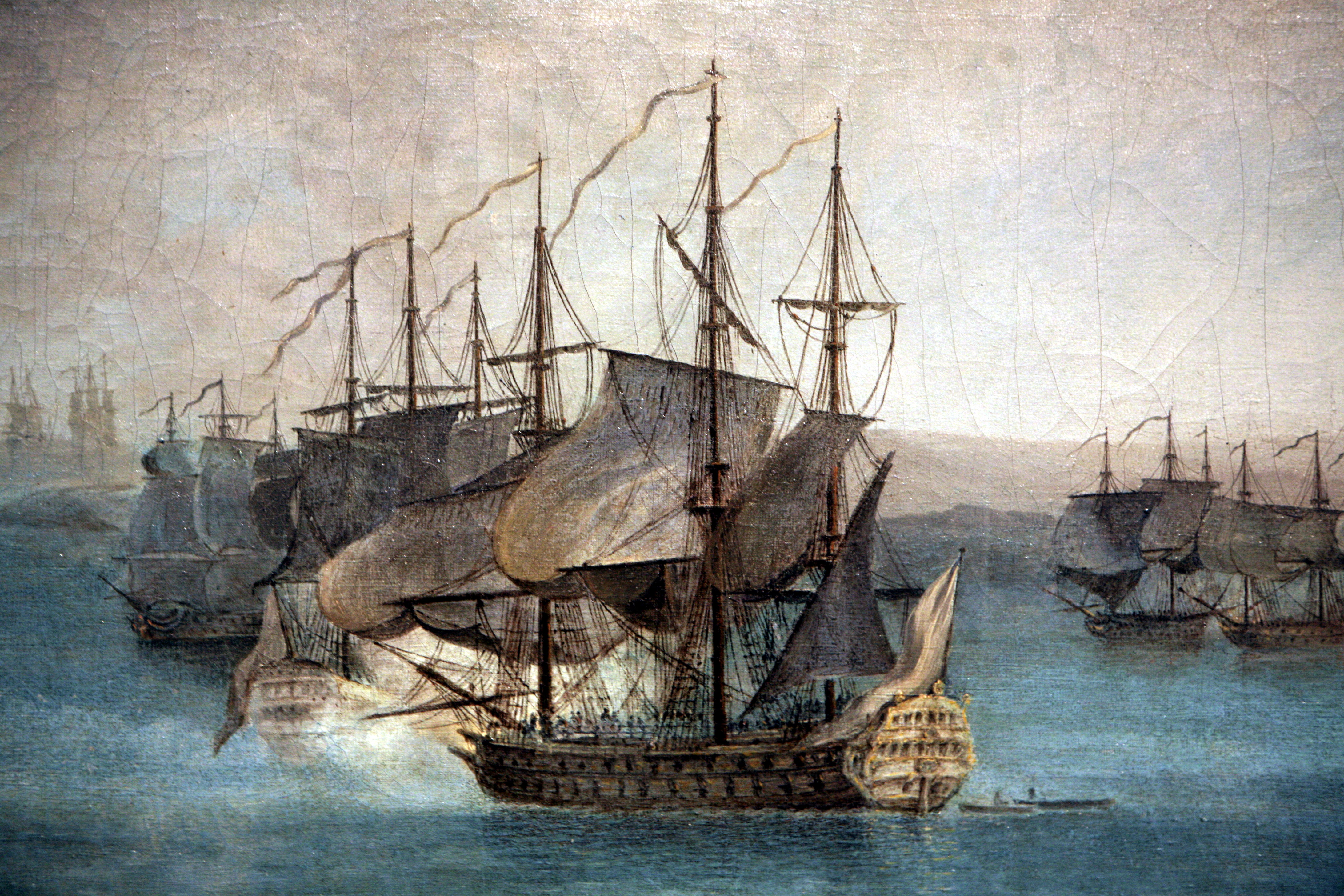
Der Aufbruch der französischen Flotte zur Port-Mahon-Expedition am 10. April 1756, von Nicolas Ozanne

La Clue-Sabran wurde am 25. September 1755 zum Chef d’escadre ernannt, eine Beförderung, die er eher seinen Gönnern als seinen Fähigkeiten als Marineoffizier verdankte. Er befehligte 1756 die La Couronne in Port Mahon und eine Einheit der L’Armée navale in der Schlacht von Menorca als Teil der Flotte unter dem Befehl von La Galissonière, die die Briten am 20. Mai 1756 besiegte. Er zeichnete sich bei dieser Gelegenheit aus und erhielt vom König eine Leibrente von 100 Pistolen aus dem Orden des Croix de Saint-Louis für seine Tapferkeit vor Mahon.

### Kommandant der Marine in Toulon und letzte Einsätze
Im November 1757 brach er von Toulon aus auf der l’Ocean an der Spitze eines Geschwaders von sechs Schiffen auf, um dem von den Briten belagerten Louisbourg in Neufrankreich zu Hilfe zu kommen. Am 30. November geriet er in einen Sturm und musste sich in den spanischen Hafen von Cartagena retten. Bevor er diesen wieder verlassen konnte, erschien Admiral Henry Osborn vom britischen Stützpunkt Gibraltar vor dem Hafen mit dem Auftrag, seine Schiffe dort zu blockieren und so zu verhindern, dass die französische Hilfe Louisbourg erreichte. Die Flotte blieb fast ein Jahr lang eingeschlossen und der Plan, nach Nordamerika zu segeln, musste aufgegeben werden. Die von Michel-Ange Duquesne de Menneville aus Toulon herangeführten Verstärkungen wurden in der Schlacht von Cartagena besiegt und Louisbourg fiel schließlich später im Jahr. Als La Clue-Sabran erkannte, dass er die britische Sperre an der Straße von Gibraltar nicht durchbrechen konnte, war er gezwungen, nach Toulon zurückzukehren. Am 26. April 1758 war er wieder im Hafen und nach diesem Misserfolg war weiterhin die gesamte französische Mittelmeerflotte im Mittelmeer blockiert.

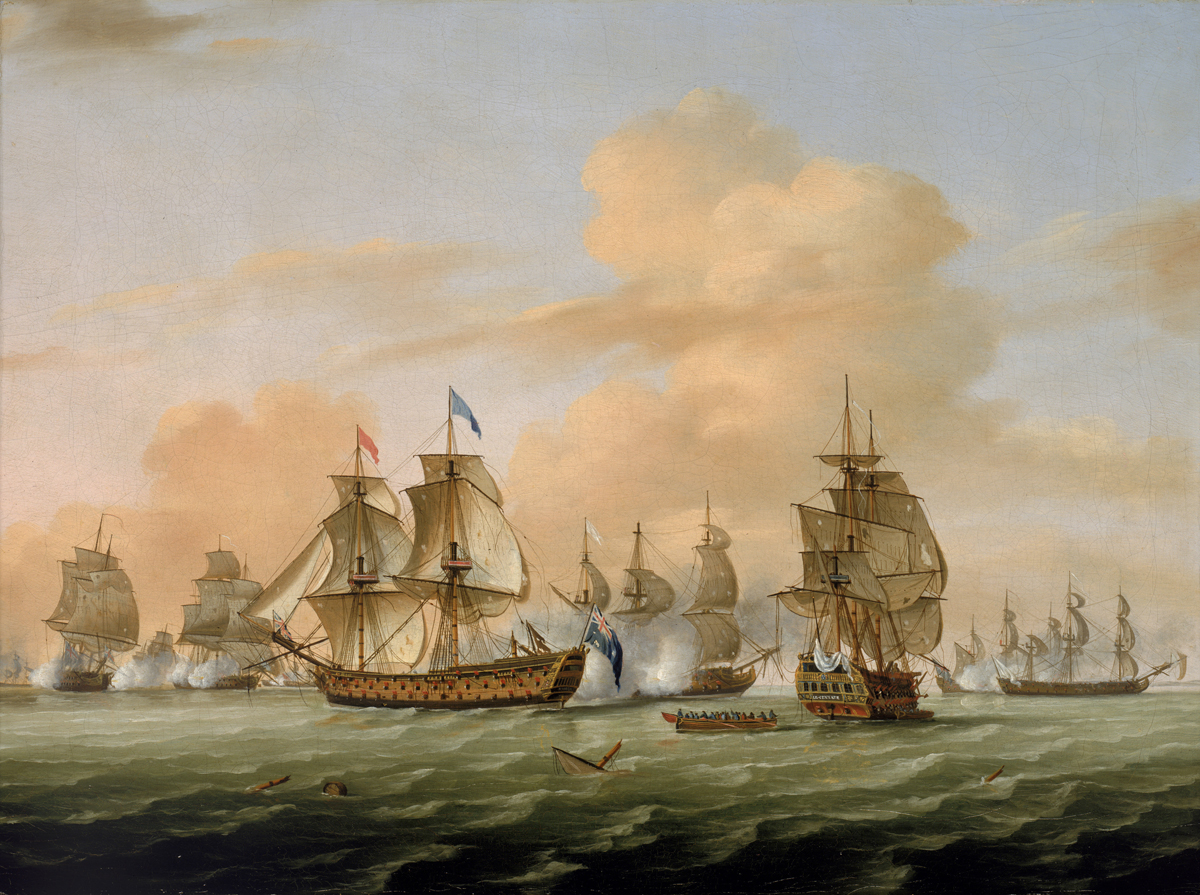
Die Schlacht von Lagos, 18.–19. August 1759. Edward Boscawen verfolgt das Geschwader von La Clue, das nach der Passage von Gibraltar getrennt worden war. In eigentlich neutralen portugiesischen Gewässern wurden die französischen Schiffe erobert oder in Brand gesetzt.

1758 trat Commandeur Pierre-André de Glandevès du Castellet vom Kommando über den Hafen von Toulon zurück. Die vakante Stelle wurde daraufhin La Clue-Sabran übertragen, der sie 15 Monate lang innehatte. Glandevès übernahm das Amt erneut, als La Clue-Sabran im Mai 1759 wieder in See ging, um von Toulon aus die Flotte in Brest zu erreichen, um den Plan einer Invasion Englands umzusetzen. Noch immer an Bord der l’Ocean gelang es ihm, die Straße von Gibraltar zu durchqueren, doch die zwölf Linienschiffe und drei Fregatten seines Geschwader verloren in der Nacht den Kontakt zueinander. Verfolgt von den 14 britischen Schiffen der Flotte von Admiral Edward Boscawen erlitt La Clue-Sabran in der Schlacht von Lagos erneut eine vernichtende Niederlage. Diese Schlacht und die Seeschlacht in der Bucht von Quiberon setzten den französischen Invasionsplänen ein Ende.
Nach diesem Feldzug, bei dem sich La Clue-Sabrans Führungsqualitäten als sehr unzureichend erwiesen hatten, wurde er nicht bestraft, erhielt jedoch keine weiteren Kommandos. Er zog sich 1764 mit einem von Choiseul erteilten Patent zur Beförderung zum Lieutenant-général des armées navales aus dem Dienst zurück. Er starb am 4. Oktober 1764 in Passy-lès-Seine nach einer Operation.

## Familie
Er war der Onkel von Gaspard-Nicolas de Bertet, Comte de La Clue (1732–1815) und Jean-Baptiste de Laugier, Chevalier de Beaucouse (1717–1784), die beide als Marinebefehlshaber tätig waren.
Sein Bruder, Marc Antoine de Bertet de La Clue, war Priester in der Diözese Riez und machte seinen Neffen Gaspard-Nicolas de Bertet de La Clue zu seinem Universalerben.